# Darius Pliskauskas
Darius Pliskauskas (* 29. September 1980 in Elektrėnai, Litauische SSR) ist ein ehemaliger litauischer Eishockeyspieler, der zuletzt von 2013 bis 2018 bei den Peterborough Phantoms unter Vertrag stand und mit dem Klub seit 2017 in der zweitklassigen National Ice Hockey League spielte.

## Karriere

### Clubs
Darius Pliskauskas begann seine Karriere als Eishockeyspieler beim litauischen Rekordmeister Energija Elektrėnai, für den er bereits 1997 als 17-Jähriger sein Debüt in der damaligen East European Hockey League gab. In der Saison 2000/01 stand er für den HK Njoman Hrodna ebenfalls in der EEHL auf dem Eis und gewann mit dem Team aus dem Dreiländereck zu Polen und Litauen zudem die belarussische Meisterschaft. Im Folgejahr spielte er in der zweiten russischen Liga bei Jantar Sewersk. Nach nur einem Jahr in Sibirien kehrte er in seine Heimatstadt zurück und war wieder für den SC Energija aktiv, spielte aber auch einzelne Spiele für den belarussischen HK Wizebsk. 2003 zog es ihn erneut nach Hrodna, das er aber bereits während der laufenden Spielzeit verließ, um zum lettischen Spitzenklub HK Liepājas Metalurgs zu wechseln, für den er sowohl in der lettischen Liga, als auch in der EEHL und später der belarussischen Extraliga antrat. Die Saison 2006/07 verbrachte er je zur Hälfte bei den Edinburgh Capitals in der britischen Elite Ice Hockey League und erneut beim HK Njoman Hrodna in der Extraliga. Nach zwei weiteren Jahren in Liepāja, wo er sowohl 2008 als auch 2009 lettischer Meister wurde, zog es ihn 2009 auf die britische Insel zurück, wo er zunächst erneut ein halbes Jahr für die Edinburgh Capitals und dann den Rest der Spielzeit 2009/10 für die Romford Raiders aus London in der English Premier Ice Hockey League spielte. Von dort ging er nach Saisonende zum südenglischen Ligakonkurrenten Slough Jets, mit denen er 2012 nicht nur die Liga gewinnen konnte, er wurde auch in das Secand-All-Star-Team gewählt. Im Dezember 2013 wechselte er zu den Peterborough Phantoms im Osten der Insel. 2015 konnte er auch mit den Phantoms die EPIHL für sich entscheiden. Nach der Auflösung der EPIHL 2017 wechselte er mit seinem Klub in die National Ice Hockey League, die nunmehr die zweite Stufe des britischen Ligensystems darstellt. 2018 beendete er dort seine Karriere.

### International
Für Litauen nahm Pliskauskas bereits im Juniorenbereich an Welt- und Europameisterschaften teil.
Sein Debüt in der litauischen Herren-Nationalmannschaft gab er bei der C-Weltmeisterschaft 2000 in Peking, bei der die Litauer als Vierter den Aufstieg in die neugeschaffene Division I schafften. Dort konnte er jedoch den Abstieg der Balten, die das für den Klassenerhalt entscheidende Spiel gegen die Niederlande knapp mit 2:3 verloren, nicht verhindern. Ein Jahr später gelang mit fünf Siegen aus fünf Spielen und 71:6 Toren die sofortige Rückkehr in die Division I. Pliskauskas trug zum Wiederaufstieg mit acht Toren und sieben Vorlagen maßgeblich bei. Aber auch bei der WM 2003 konnte der Klassenerhalt in der Division I nicht erreicht werden. Die Gruppe B der Division II der WM 2004 wurde dann in seiner Heimatstadt Elektrėnai ausgetragen und prompt gelang Pliskauskas mit seiner Mannschaft der erneute Wiederaufstieg in die Division I. Bei der Weltmeisterschaft 2005 konnten sich die Litauer dann durch einen Sieg über Rumänien und zwei Remis gegen die Niederlande und Nachbar Estland erstmals in der Division I behaupten, in der Pliskauskas sodann auch 2006, als er Topscorer und bester Vorlagengeber des Turniers war, 2007, 2010, 2011, 2012, 2013, 2014, 2015 und 2017 auf dem Eis stand. Lediglich 2008, 2009 und 2016 fehlte sein Name im litauischen WM-Aufgebot.

## Erfolge und Auszeichnungen
- 1998 Litauischer Meister mit Energija Elektrėnai
- 1999 Litauischer Meister mit Energija Elektrėnai
- 2000 Aufstieg in die Division I bei der C-Weltmeisterschaft
- 2001 belarussischer Meister mit dem HK Njoman Hrodna
- 2002 Aufstieg in die Division I bei der Weltmeisterschaft der Division II, Gruppe B
- 2004 Aufstieg in die Division I bei der Weltmeisterschaft der Division II, Gruppe B
- 2006 Topscorer und meiste Vorlagen bei der Weltmeisterschaft der Division I, Gruppe B
- 2008 Lettischer Meister mit dem HK Liepājas Metalurgs
- 2009 Lettischer Meister mit dem HK Liepājas Metalurgs
- 2011 English-Cup-Sieger mit den Slough Jets
- 2012 Playoff-Champion der English Premier Ice Hockey League mit den Slough Jets
- 2012 Second-All-Star-Team der English Premier Ice Hockey League
- 2015 Playoff-Champion der English Premier Ice Hockey League mit den Peterborough Phantoms

## Statistik
(Stand: Ende der Spielzeit 2012/13)